# Prosthechea vespa
Espèce
Prosthechea vespa est une espèce de plante épiphyte de la famille des Orchidaceae appartenant au genre Prosthechea.